# Booth Conway
Booth Conway foi um ator de teatro e cinema britânico.

## Filmografia selecionada
- The Love Trail (1915)
- The Valley of Fear (1916)
- A Pair of Spectacles (1916)
- Westward Ho! (1919)
- The Tavern Knight (1920)
- The Little Welsh Girl (1922)
- Married to a Mormon (1922)
- Nell Gwyn (1926)